# Корбара (Француска)
Корбара (фр. Corbara) је насељено место у Француској у региону Корзика, у департману Горња Корзика.
По подацима из 2011. године у општини је живело 972 становника, а густина насељености је износила 95,39 становника/km².

## Демографија
| 1990. | 2011. |
| ----- | ----- |
| 583   | 972   |